# Andrés Díaz (Radsportler)

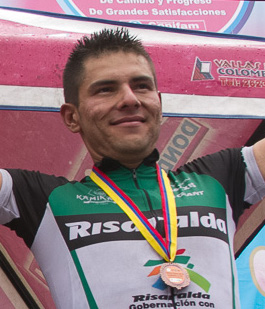
Andrés Díaz, 2013

Andrés Miguel Díaz Corrales (* 20. Januar 1984 in Cartago, Valle del Cauca) ist ein kolumbianischer Straßenradrennfahrer.
Andrés Díaz gewann 2006 eine Etappe bei der Vuelta Gobernacion Norte de Santander und er wurde Zweiter bei der kolumbianischen Meisterschaft im Straßenrennen der U23-Klasse. Im nächsten Jahr belegte er in der Eliteklasse den dritten Platz. 2008 gewann Díaz die erste Etappe bei der Vuelta del Huila und konnte so auch die Gesamtwertung für sich entscheiden. In der Saison 2009 gewann er eine Etappe bei der Tour de la Guadeloupe sowie eine Etappe und die Gesamtwertung beim Green Mountain Stagerace.

## Erfolge
2009
- eine Etappe Tour de la Guadeloupe

## Teams
- 2011 Team Exergy
- 2012 Team Exergy
- 2013 5 Hour Energy (ab 5. August)
- 2014 InCycle-Predator Components Cycling Team